# Brooks Benedict
Pour les articles homonymes, voir Benedict.
Brooks Benedict (né le 6 février 1896, mort le 1er janvier 1968) est un acteur américain.

## Filmographie partielle
- 1923 : Cupid's Fireman de William A. Wellman
- 1924 : Son œuvre (The Only Woman)
- 1925 : Vive le sport !
- 1926 : Plein les bottes
- 1926 : L'Athlète incomplet, de Frank Capra : un passager du bus
- 1927 : Orchids and Ermine d'Alfred Santell
- 1927 : The Drop Kick
- 1928 : En vitesse
- 1928 : Moran of the Marines de Frank R. Strayer
- 1930 :La Rue de la chance (Street of Chance) de John Cromwell
- 1930 : The Office Wife
- 1930 : The Widow from Chicago d'Edward F. Cline
- 1932 : What Price Hollywood?
- 1932 : Girl Crazy de William A. Seiter
- 1933 : Sa femme
- 1934 : Le Monde en marche
- 1934 : A Very Honorable Guy
- 1938 : Joyeux Compères
- 1938 : Ah ! ces vedettes ! (The Affairs of Annabel) de Benjamin Stoloff
- 1938 : Un cheval sur les bras (Straight, Place and Show) de David Butler
- 1939 : The Day the Bookies Wept de Leslie Goodwins
- 1941 : Shanghaï (The Shanghai Gesture) de Josef von Sternberg
- 1943 : The Dancing Masters
- 1946 : Meet Me on Broadway de Leigh Jason
- 1945 : Le Prix du bonheur  (You Came Along) de John Farrow
- 1947 : Three on a Ticket
- 1951 : Le Môme boule-de-gomme